# The Quarter
The Quarter est un district d'Anguilla. Sa population selon le recensement de 2011 était de 959 habitants.

## Démographie
Évolution de la population, :
| 1974 | 1984 | 1992 | 2001 | 2011 |
| ---- | ---- | ---- | ---- | ---- |
| 742  | 424  | 654  | 978  | 959  |